# منتخب البوسنة والهرسك لدوري الرغبي
منتخب البوسنة والهرسك لدوري الرغبي هو ممثل البوسنة والهرسك الرسمي في المنافسات الدولية في دوري الرغبي .